# San Fernando de Atabapo
San Fernando de Apure war die Hauptstadt des venezolanischen Bundesstaates Amazonas bis in das frühe 20. Jahrhundert. Heute ist die Hauptstadt Puerto Ayacucho. San Fernando liegt nahe dem Orinoco, wo dieser den Río Guaviare aufnimmt.

## Geschichte
Die Stadt, vormals das Puinave-Dorf Maracoa, wurde 1758 von José Solano y Bote gegründet und nach Ferdinand VI. von Spanien benannt. 1760 wurde San Fernando niedergebrannt und erst 1765 durch den Kapuzinermissionar Fray José A. de Xerez wiederaufgebaut. Am 24. April 1800 besuchte Alexander von Humboldt die Conucos de Síquita und übernachtete in San Fernando. Auch der Geograph Agostino Codazzi besuchte die Stadt in den 1840er Jahren. 1822 wurde San Fernando Hauptstadt des Territoriums Río Negro der Provinz Guayana, 1856 unter Gouverneur José Tadeo Monagas Hauptstadt des Territorium Amazonas, ab 1864 Hauptstadt des venezolanischen Bundesstaates Amazonas.
Ab 1908 beherrschte der Kautschukhändler Tomás Funes die Stadt. Er wurde am 30. Januar 1921 auf Befehl von Arévalo Cedeño auf der Plaza Bolívar hingerichtet und ebendort beigesetzt. 1928 verlor San Fernando dann den Hauptstadtstatus an Puerto Ayacucho. Die Stadtbevölkerung im Jahre 1997 belief sich auf ca. 5.000 Einwohner, im Jahre 2007 war diese auf 15.000 angewachsen.

## Infrastruktur
Zu den wichtigsten Gebäuden der Stadt zählen: 
Rathaus, Stadthalle, Präfektur, drei Grundschulen, eine Oberschule, eine öffentliche Bibliothek, eine katholische und eine evangelische Kirche und das Krankenhaus „María Garrido“ mit Labor, Apotheke und einer Spezialabteilung zur Malariabekämpfung. Verkehrstechnisch ist die Stadt durch einen Flughafen und einen kleinen Hafen angebunden. Außerdem ist die 1. Kompanie des Grenzkommandos 94 mit einer Marina hier stationiert.